# Meeuwen-Gruitrode
Meeuwen-Gruitrode är en kommun i Belgien.   Den ligger i provinsen Limburg och regionen Flandern, i den nordöstra delen av landet, 90 km öster om huvudstaden Bryssel. Antalet invånare är 12 913. Meeuwen-Gruitrode gränsar till Bocholt.
Omgivningarna runt Meeuwen-Gruitrode är en mosaik av jordbruksmark och naturlig växtlighet. Runt Meeuwen-Gruitrode är det ganska tätbefolkat, med 214 invånare per kvadratkilometer.